# Takahiro Matsumoto
Takahiro Matsumoto (ur. 19 września 1994) – japoński lekkoatleta specjalizujący się w biegu na 400 metrów przez płotki.
W 2011 zdobył brązowy medal mistrzostw świata juniorów młodszych, a rok później został w Barcelonie wicemistrzem świata juniorów.  
Rekord życiowy w biegu przez płotki – 50,41 (13 lipca 2012, Barcelona). 

## Osiągnięcia
| Rok  | Impreza                               | Miejsce         | Pozycja    | Wynik |
| ---- | ------------------------------------- | --------------- | ---------- | ----- |
| 2011 | Mistrzostwa świata juniorów młodszych | Lille Metropole | 3. miejsce | 51,26 |
| 2012 | Mistrzostwa świata juniorów           | Barcelona       | 2. miejsce | 50,41 |